# 루이텐의 별
루이텐의 별(Luyten's Star) 또는 글리제 273(GJ 273)은 작은개자리 방향으로 지구로부터 약 12.36 광년 (3.79 파섹) 떨어져 있는 적색 왜성이다. 겉보기등급은 +9.9로 너무 어두워서 맨눈으로 볼 수 없다. 이름은 이 별의 고유운동이 큰 것을 1935년 발견한 빌럼 야코프 라위턴에서 따 온 것이며 당시 Edwin G. Ebbighausen이 라위턴의 발견에 힘을 보탰다.

## 특징
루이텐의 별의 질량은 대략 태양의 4분의 1 정도이며 반지름은 태양의 35% 수준이다. 이 별의 질량은 적색왜성 전체가 대류층으로만 이루어질 수 있는 극댓값에 자리잡고 있는데 이는 이 별의 내부 대부분이(전체는 아닐지라도) 확장된 대류층으로 이루어져 있음을 뜻한다. 분광형은 M3.5 V로 광도분류 V는 이 별이 중심핵에서 수소 열핵융합을 통해 에너지를 만들어내는 주계열성임을 의미한다. 예측되는 항성의 자전속도는 너무 느려서 측정하기가 어려우나 초당 1 킬로미터를 넘지는 않는다. 항성 표면 활동의 주기적인 변화를 통해 이 별이 천천히 돌고 있고 자전주기는 대략 116 일임을 알 수 있다.(이 값에 따르면 자전 속도는 초당 ~0.15 킬로미터이다.) 별 바깥쪽 대기층의 유효온도는 상대적으로 낮은 3150 켈빈으로 이 온도에서 별은 M형 항성의 특징인 적색-오렌지색 빛을 뿜는다.
현재 루이텐의 별은 태양계에서 멀어지고 있으며 지금으로부터 약 13000년 전 이 별은 태양계에 3.67 파섹까지 접근한 적이 있다. 루이텐의 별은 현재 프로키온에서 1.2 광년 떨어져 있는데 만약 루이텐의 별 주변에 행성이 있다면 이 행성에서 바라보는 밤하늘의 프로키온은 지구에서 볼 때의 금성 밝기와 비슷한 −4.5 등급으로 빛날 것이다. 루이텐의 별은 약 600년 전 프로키온에 1.12 광년까지 접근했다가 다시 멀어지고 있다. 루이텐의 별의 우주속도 요소들은 U = +16, V = −66, W = −17 km/s이다.

## 행성계
2017년 3월 루이텐의 별을 도는 외계 행성 후보 두 개가 발견되었다. 둘 중 바깥을 도는 글리제 273 b는 항성의 생명체 거주가능 영역에 위치한 슈퍼지구이다. b의 질량은 지구의 2.89 ± 0.26 배이며 어머니 별로부터 0.09110 ± 0.00002 AU 떨어진 거리에 있고 1회 공전에 걸리는 시간은 18.650 ± 0.006 일이다. b는 생물권의 안쪽 경계(생물권을 보수적으로 잡을 경우)를 돌고 있지만 항성의 입사광속은 1.06S⊕에 불과하므로 물과 대기가 존재한다면 생명체가 거주할 수 있을 것이다. 다만 행성의 알베도에 따라 균형 온도는 206 ~ 293 켈빈 사이에서 형성될 것이다. b보다 안쪽을 도는 글리제 273 c의 질량은 지구의 1.18 ± 0.16 배에 불과하여 시선속도법을 이용하여 발견한 항성들 중 질량이 매우 작은 축에 든다. c의 질량은 지구와 비슷하지만 어머니 별에는 훨씬 더 가까이 붙어 있어서 1 회 공전 주기는 지구 시간으로 4.7234 ± 0.00004 일에 지나지 않는다.
글리제 273 b는 생물권 안을 돌고 있는 것으로 밝혀진 외계 행성들 중에서도 지구로부터 손꼽히게 가까운 곳에 있다.
2019년 시선속도법으로 외계 행성 후보 두 개가 추가로 발견되어 루이텐 계를 구성하는 행성의 수는 4 개로 늘어났다.
2017년 10월 Messaging Extraterrestrial Intelligence(METI)와 소나르(스페인 바르셀로나에서 개최되는 음악제)가 주관하는 "Sónar Calling GJ 273b" 프로젝트는 노르웨이 Ramfjordmoen에 있는 전파 안테나로 일련의 전파신호들을 루이텐의 별을 향해 전송했다. 이 신호는 메시지를 해독하는 과학적/수학적 튜토리얼로 구성되어 있으며 여기에 여러 음악가들이 만든 곡 33 개를 암호화하여 함께 전송했다. 2018년 5월 14일부터 16일까지 2차 신호를 전송했다. 만약 루이텐 계의 누군가가 이 신호를 들은 뒤 신속하게 답신을 보낸다고 가정하면 답신을 받는 시간은 2036년이 될 것이다.
| 동반천체 (항성에서 가까운 순서) | 질량             | 공전궤도 반지름 (AU) | 공전주기 (일)   | 궤도이심률      | 궤도경사각 | 반지름 |
| ------------------------------- | ---------------- | -------------------- | --------------- | --------------- | ---------- | ------ |
| c                               | 1.18 ± 0.16 M⊕   | 0.036467             | 4.7234 ± 0.0004 | 0.17            | —          | —      |
| b                               | 2.89 ± 0.26 M⊕   | 0.09110 ± 0.00002    | 18.650 ± 0.006  | 0.10            | —          | —      |
| d                               | 10.8+3.9 −3.5 M⊕ | 0.712+0.062 −0.076   | 413.9+4.3 −5.5  | 0.17+0.18 −0.17 | —          | —      |
| e                               | 9.3+4.3 −3.9 M⊕  | 0.849+0.083 −0.092   | 542±16          | 0.03+0.20 −0.03 | —          | —      |

## 같이 보기
- 가까운 항성 목록